# Jüdischer Friedhof (Moinești)
Koordinaten: 46° 28′ 49,4″ N, 26° 29′ 50,1″ O

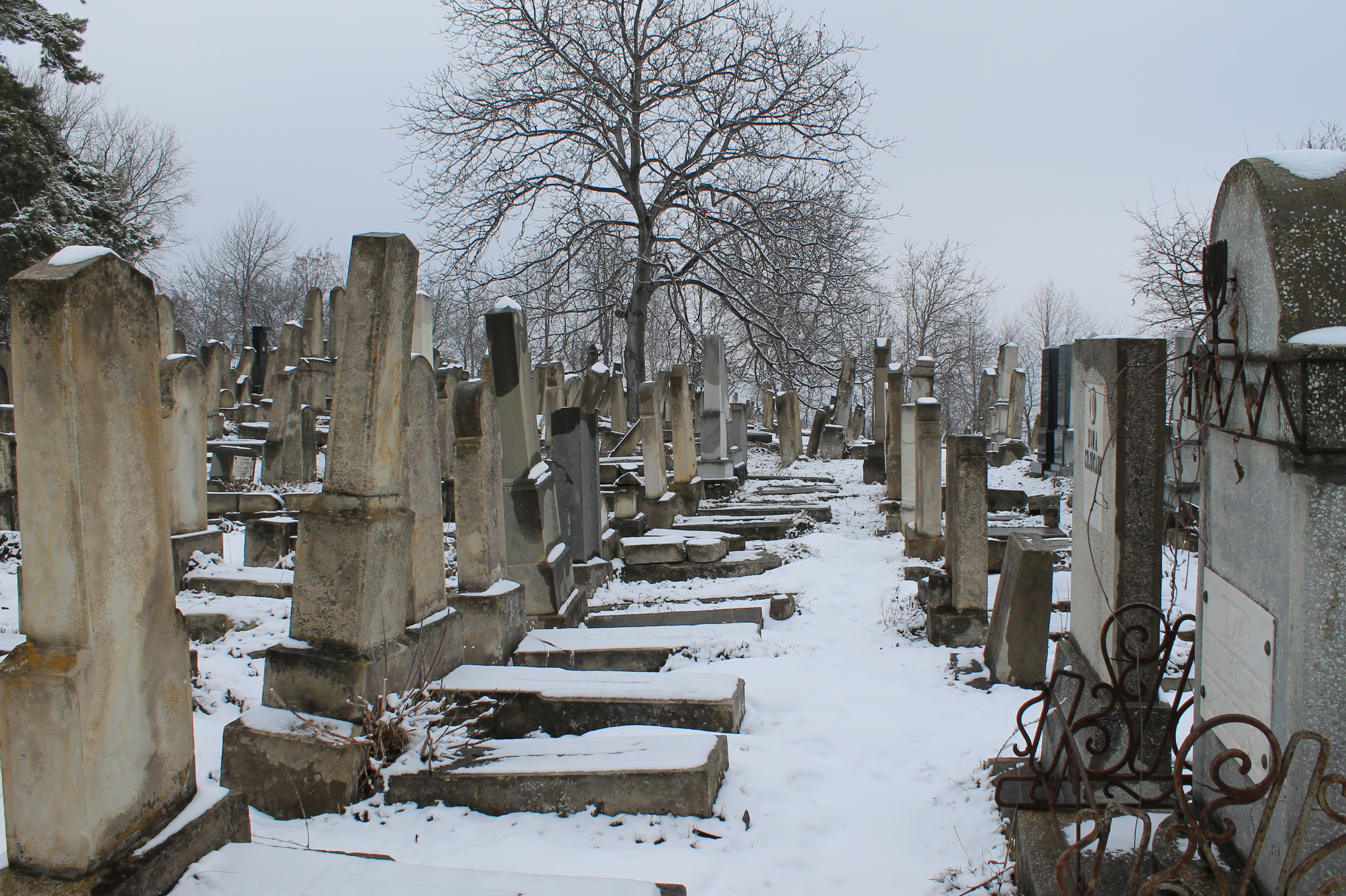
Jüdischer Friedhof Moinești (2013)

Der Jüdische Friedhof Moinești liegt in Moinești, einer Stadt im Kreis Bacău in der rumänischen Region Westmoldau. Auf dem jüdischen Friedhof sind zahlreiche gut erhaltene Grabsteine vorhanden.